# Тур WTA 1978
Тур WTA 1978 був 6-м сезоном від створення Жіночої тенісної асоціації, тривав з листопада 1977 до грудня 1978 року та містив 47 турнірів.
Тур був поділений на дві спонсоровані серії: Virginia Slims Circuit (11-тижневий тур Сполученими Штатами) і Colgate Series, охоплював чотири турніри Великого шолома.

## Графік
Нижче наведено повний розклад  турнірів сезону, включаючи перелік тенісистів, які дійшли на турнірах щонайменше до чвертьфіналу.
Позначення
| Турніри Великого шолома                           |
| Чемпіонат WTA (Avon/Colgate Series championships) |
| Avon Championships                                |
| Colgate Series                                    |
| Турніри поза серіями                              |
| Командні змагання                                 |

### Листопад (1977)
| Тиждень       | Турнір | Чемпіонки                                                                     | Фіналістки                   | Півфіналістки                  | Чвертьфіналістки                                           |
| ------------- | --- | ----------------------------------------------------------------------------- | ---------------------------- | ------------------------------ | ---------------------------------------------------------- |
| 14 листопада  | Colgate International of Australia Сідней, Австралія Colgate Series (AAAA) $100,000 – Трава Одиночний розряд – Парний розряд | Івонн Гулагонг-Коулі 6–1, 6–3                                                 | Керрі Мелвілл                | Діанне Фромгольтц Грір Стівенс | Террі Голледей Пем Тігуарден Джінн Еверт Бетті Стеве       |
| 14 листопада  | Colgate International of Australia Сідней, Австралія Colgate Series (AAAA) $100,000 – Трава Одиночний розряд – Парний розряд | Керрі Мелвілл / Грір Стівенс vs. Івонн Гулагонг-Коулі / Бетті Стеве Відмінено |                              | Діанне Фромгольтц Грір Стівенс | Террі Голледей Пем Тігуарден Джінн Еверт Бетті Стеве       |
| 21 листопада  | Toyota Classic Мельбурн, Австралія Colgate Series (AA) $75,000 – Трава Одиночний розряд – Парний розряд                      | Івонн Гулагонг-Коулі 6–4, 6–1                                                 | Венді Тернбулл               | Сью Баркер Бетті Стеве         | Пем Вайткросс Керрі Мелвілл Діанне Фромгольтц Гелен Гурлей |
| 21 листопада  | Toyota Classic Мельбурн, Австралія Colgate Series (AA) $75,000 – Трава Одиночний розряд – Парний розряд                      | Івонн Гулагонг-Коулі Бетті Стеве 6–3, 6–0                                     | Тріш Бостром Кім Рудделл     | Сью Баркер Бетті Стеве         | Пем Вайткросс Керрі Мелвілл Діанне Фромгольтц Гелен Гурлей |
| 28 листопадаr | South African Open (теніс) Йоганнесбург, ПАР Colgate Series (A) $35,000 – Тверде Одиночний розряд – Парний розряд            | Лінкі Бошофф 6–4, 6–1                                                         | Брігітт Куйперс              | Івонн Вермак Шерон Волш        | Niekle Scheepers Джінн Еверт Маріс Крюгер Елісон Макдейд   |
| 28 листопадаr | South African Open (теніс) Йоганнесбург, ПАР Colgate Series (A) $35,000 – Тверде Одиночний розряд – Парний розряд            | Лінкі Бошофф Ілана Клосс 5–7, 6–3, 6–3                                        | Брігітт Куйперс Маріс Крюгер | Івонн Вермак Шерон Волш        | Niekle Scheepers Джінн Еверт Маріс Крюгер Елісон Макдейд   |

### Грудень (1977)
| Тиждень              | Турнір | Чемпіонки                                                                                  | Фіналістки                 | Півфіналістки                  | Чвертьфіналістки                                        |
| -------------------- | --- | ------------------------------------------------------------------------------------------ | -------------------------- | ------------------------------ | ------------------------------------------------------- |
| 5 грудня             | Bremar Cup Лондон, Great Britain Colgate Series (A) $35,000 – Тверде Одиночний розряд – Парний розряд                                     | Біллі Джин Кінг 6–3, 6–1                                                                   | Вірджинія Вейд             | Бетті Стеве Вірджинія Рузіч    | Таня Гартфорд Шерон Волш Флоренца Міхай Рената Томанова |
| 5 грудня             | Bremar Cup Лондон, Great Britain Colgate Series (A) $35,000 – Тверде Одиночний розряд – Парний розряд                                     | Біллі Джин Кінг Рената Томанова 6–2, 6–3                                                   | Бетті Стеве Вірджинія Вейд | Бетті Стеве Вірджинія Рузіч    | Таня Гартфорд Шерон Волш Флоренца Міхай Рената Томанова |
| 12 грудня            | Marlboro NSW Open Сідней, Австралія Colgate Series (A) $35,000 – Трава Одиночний розряд – Парний розряд                                   | Івонн Гулагонг-Коулі 6–2, 6–3                                                              | Сью Баркер                 | Керрі Мелвілл Регіна Маршикова |                                                         |
| 12 грудня            | Marlboro NSW Open Сідней, Австралія Colgate Series (A) $35,000 – Трава Одиночний розряд – Парний розряд                                   | Івонн Гулагонг-Коулі Гелен Гурлей 6–0, 6–0                                                 | Мона Геррант Керрі Мелвілл | Керрі Мелвілл Регіна Маршикова |                                                         |
| 19 грудняr 26 грудня | Відкритий чемпіонат Австралії з тенісу 1977 (грудень) Мельбурн, Австралія Grand Slam (A) Трава – 32S/16D Одиночний розряд – Парний розряд | Івонн Гулагонг-Коулі 6–3, 6–0                                                              | Гелен Гурлей               | Керрі Мелвілл Сью Баркер       | Джуді Тегарт Кетлін Гартер Мона Геррант Рейні Фокс      |
| 19 грудняr 26 грудня | Відкритий чемпіонат Австралії з тенісу 1977 (грудень) Мельбурн, Австралія Grand Slam (A) Трава – 32S/16D Одиночний розряд – Парний розряд | Івонн Гулагонг-Коулі / Гелен Гурлей vs. Мона Геррант / Керрі Мелвілл Cancelled due to Rain |                            | Керрі Мелвілл Сью Баркер       | Джуді Тегарт Кетлін Гартер Мона Геррант Рейні Фокс      |

### Січень
| Тиждень  | Турнір | Чемпіонки                                                   | Фіналістки                    | Півфіналістки                    | Чвертьфіналістки                                       |
| -------- | --- | ----------------------------------------------------------- | ----------------------------- | -------------------------------- | ------------------------------------------------------ |
| 2 січня  | Virginia Slims of Washington Washington, D.C., США Virginia Slims $100,000 – Килим (i) – 32S/16D Одиночний розряд – Парний розряд  | Мартіна Навратілова 7–5, 6–4                                | Бетті Стеве                   | Діанне Фромгольтц Джоанн Расселл | Грір Стівенс Кеті Мей Вірджинія Рузіч Ненсі Річі       |
| 2 січня  | Virginia Slims of Washington Washington, D.C., США Virginia Slims $100,000 – Килим (i) – 32S/16D Одиночний розряд – Парний розряд  | Біллі Джин Кінг Мартіна Навратілова 6–3, 7–5                | Бетті Стеве Венді Тернбулл    | Діанне Фромгольтц Джоанн Расселл | Грір Стівенс Кеті Мей Вірджинія Рузіч Ненсі Річі       |
| 9 січня  | Virginia Slims of Hollywood Hollywood, Florida, USA Virginia Slims $100,000 – Килим (i) – 32S/16D Одиночний розряд – Парний розряд | Івонн Гулагонг-Коулі 6–2, 6–3                               | Венді Тернбулл                | Бетті Стеве Вірджинія Вейд       | Трейсі Остін Маріта Редондо Ненсі Річі Кеті Тічер      |
| 9 січня  | Virginia Slims of Hollywood Hollywood, Florida, USA Virginia Slims $100,000 – Килим (i) – 32S/16D Одиночний розряд – Парний розряд | Розмарі Касалс Венді Тернбулл 6–2, 6–4                      | Франсуаз Дюрр Вірджинія Вейд  | Бетті Стеве Вірджинія Вейд       | Трейсі Остін Маріта Редондо Ненсі Річі Кеті Тічер      |
| 16 січня | Virginia Slims of Houston Х'юстон, USA Virginia Slims $100,000 – Килим (i) – 32S/16D Одиночний розряд – Парний розряд              | Мартіна Навратілова 1–6, 6–2, 6–2                           | Біллі Джин Кінг               | Бетті Стеве Вірджинія Вейд       | Івонн Вермак Сью Баркер Розмарі Касалс Венді Тернбулл  |
| 16 січня | Virginia Slims of Houston Х'юстон, USA Virginia Slims $100,000 – Килим (i) – 32S/16D Одиночний розряд – Парний розряд              | Біллі Джин Кінг Мартіна Навратілова 7–6(5–4), 4–6, 7–6(5–4) | Грір Стівенс Мона Геррант     | Бетті Стеве Вірджинія Вейд       | Івонн Вермак Сью Баркер Розмарі Касалс Венді Тернбулл  |
| 23 січня | Virginia Slims of Los Angeles Лос-Анджелес, USA Virginia Slims $100,000 – Килим (i) – 32S/16D Одиночний розряд – Парний розряд     | Мартіна Навратілова 6–3, 6–2                                | Розмарі Касалс                | Маріс Крюгер Грір Стівенс        | Івонн Вермак Сью Баркер Вірджинія Вейд Трейсі Остін    |
| 23 січня | Virginia Slims of Los Angeles Лос-Анджелес, USA Virginia Slims $100,000 – Килим (i) – 32S/16D Одиночний розряд – Парний розряд     | Бетті Стеве Вірджинія Вейд 6–3, 6–2                         | Пем Тігуарден Грір Стівенс    | Маріс Крюгер Грір Стівенс        | Івонн Вермак Сью Баркер Вірджинія Вейд Трейсі Остін    |
| 30 січня | Virginia Slims of Chicago Чикаго, США Virginia Slims $100,000 – Килим (i) – 32S/16D Одиночний розряд – Парний розряд               | Мартіна Навратілова 6–7(4–5), 6–2, 6–2                      | Івонн Гулагонг-Коулі          | Бетті Стеве Вірджинія Вейд       | Керрі Мелвілл Сью Баркер Венді Тернбулл Розмарі Касалс |
| 30 січня | Virginia Slims of Chicago Чикаго, США Virginia Slims $100,000 – Килим (i) – 32S/16D Одиночний розряд – Парний розряд               | Бетті Стеве Івонн Гулагонг-Коулі 6–1, 6–4                   | Розмарі Касалс Джоанн Расселл | Бетті Стеве Вірджинія Вейд       | Керрі Мелвілл Сью Баркер Венді Тернбулл Розмарі Касалс |

### Лютий
| Тиждень   | Турнір | Чемпіонки                                    | Фіналістки                   | Півфіналістки                  | Чвертьфіналістки                                                  |
| --------- | --- | -------------------------------------------- | ---------------------------- | ------------------------------ | ----------------------------------------------------------------- |
| 6 лютого  | Virginia Slims of Seattle Сіетл, USA Virginia Slims $100,000 – Килим (i) – 32S/15D Одиночний розряд – Парний розряд                | Мартіна Навратілова 6–1, 1–6, 6–1            | Бетті Стеве                  | Венді Тернбулл Маріта Редондо  | Кеті Мей Розмарі Касалс Керрі Мелвілл Джоанн Расселл              |
| 6 лютого  | Virginia Slims of Seattle Сіетл, USA Virginia Slims $100,000 – Килим (i) – 32S/15D Одиночний розряд – Парний розряд                | Керрі Мелвілл Венді Тернбулл 6–2, 6–3        | Тріш Бостром Маріта Редондо  | Венді Тернбулл Маріта Редондо  | Кеті Мей Розмарі Касалс Керрі Мелвілл Джоанн Расселл              |
| 20 лютого | Virginia Slims of Detroit Детройт, США Virginia Slims $100,000 – Килим (i) – 32S/16D Одиночний розряд – Парний розряд              | Мартіна Навратілова 6–3, 6–2                 | Діанне Фромгольтц            | Вірджинія Вейд Біллі Джин Кінг | Керрі Мелвілл Грір Стівенс Шерон Волш Івонн Гулагонг-Коулі        |
| 20 лютого | Virginia Slims of Detroit Детройт, США Virginia Slims $100,000 – Килим (i) – 32S/16D Одиночний розряд – Парний розряд              | Біллі Джин Кінг Мартіна Навратілова 6–3, 6–4 | Керрі Мелвілл Венді Тернбулл | Вірджинія Вейд Біллі Джин Кінг | Керрі Мелвілл Грір Стівенс Шерон Волш Івонн Гулагонг-Коулі        |
| 27 лютого | Virginia Slims of Kansas Канзас-Сіті (Міссурі), США Virginia Slims $100,000 – Килим (i) – 34S/16D Одиночний розряд – Парний розряд | Мартіна Навратілова 7–5, 2–6, 6–3            | Біллі Джин Кінг              | Вірджинія Вейд Венді Тернбулл  | Керрі Мелвілл Брігітт Куйперс Розмарі Касалс Івонн Гулагонг-Коулі |
| 27 лютого | Virginia Slims of Kansas Канзас-Сіті (Міссурі), США Virginia Slims $100,000 – Килим (i) – 34S/16D Одиночний розряд – Парний розряд | Біллі Джин Кінг Мартіна Навратілова 6–4, 6–4 | Керрі Мелвілл Венді Тернбулл | Вірджинія Вейд Венді Тернбулл  | Керрі Мелвілл Брігітт Куйперс Розмарі Касалс Івонн Гулагонг-Коулі |

### Березень
| Тиждень    | Турнір | Чемпіонки                                    | Фіналістки                       | Півфіналістки                       | Чвертьфіналістки                                                     |
| ---------- | --- | -------------------------------------------- | -------------------------------- | ----------------------------------- | -------------------------------------------------------------------- |
| 6 березня  | Virginia Slims of Dallas Даллас, США Virginia Slims $100,000 – Килим (i) – 32S/14D Одиночний розряд – Парний розряд                     | Івонн Гулагонг-Коулі 4–6, 6–0, 6–2           | Трейсі Остін                     | Пем Шрайвер (3rd) Енн Сміт (4th)    | Мартіна Навратілова Маріс Крюгер Керрі Мелвілл Розмарі Касалс        |
| 6 березня  | Virginia Slims of Dallas Даллас, США Virginia Slims $100,000 – Килим (i) – 32S/14D Одиночний розряд – Парний розряд                     | Мартіна Навратілова Енн Сміт 6–3, 7–6(5–2)   | Івонн Гулагонг-Коулі Бетті Стеве | Пем Шрайвер (3rd) Енн Сміт (4th)    | Мартіна Навратілова Маріс Крюгер Керрі Мелвілл Розмарі Касалс        |
| 13 березня | Virginia Slims of Boston Бостон, США Virginia Slims $100,000 – Килим (i) – 33S/14D Одиночний розряд – Парний розряд                     | Івонн Гулагонг-Коулі 4–6, 6–1, 6–4           | Кріс Еверт                       | Мартіна Навратілова Біллі Джин Кінг | Керрі Мелвілл Маріс Крюгер Маріта Редондо Розмарі Касалс             |
| 13 березня | Virginia Slims of Boston Бостон, США Virginia Slims $100,000 – Килим (i) – 33S/14D Одиночний розряд – Парний розряд                     | Біллі Джин Кінг Мартіна Навратілова 6–3, 6–2 | Івонн Гулагонг-Коулі Бетті Стеве | Мартіна Навратілова Біллі Джин Кінг | Керрі Мелвілл Маріс Крюгер Маріта Редондо Розмарі Касалс             |
| 20 березня | Virginia Slims of Philadelphia Філадельфія, США Virginia Slims $100,000 – Килим (i) – 32S/1D Одиночний розряд – Парний розряд           | Кріс Еверт 6–0, 6–4                          | Біллі Джин Кінг                  | Вірджинія Вейд Вірджинія Рузіч      | Венді Тернбулл Трейсі Остін Бетті Стеве Керрі Мелвілл                |
| 20 березня | Virginia Slims of Philadelphia Філадельфія, США Virginia Slims $100,000 – Килим (i) – 32S/1D Одиночний розряд – Парний розряд           | Керрі Мелвілл Венді Тернбулл 6–3, 7–5        | Франсуаз Дюрр Вірджинія Вейд     | Вірджинія Вейд Вірджинія Рузіч      | Венді Тернбулл Трейсі Остін Бетті Стеве Керрі Мелвілл                |
| 27 березня | Virginia Slims Championships Los Angeles, США Сезон-end championships $150,000 – Килим (i) – 16S (8RR) Одиночний розряд – Парний розряд | Мартіна Навратілова' 7–6(5–0), 6–4           | Івонн Гулагонг-Коулі             | Венді Тернбулл Розмарі Касалс 4th   | Раунд Robin Вірджинія Вейд Біллі Джин Кінг Бетті Стеве Керрі Мелвілл |

### Квітень
| Тиждень   | Турнір | Чемпіонки                                    | Фіналістки                   | Півфіналістки                                                     | Чвертьфіналістки |
| --------- | --- | -------------------------------------------- | ---------------------------- | ----------------------------------------------------------------- | --- |
| 3 квітня  | Bridgestone Doubles Championships Tokyo, Японія $100,000 - Килим (i) - 8D Парний розряд                                                       | Мартіна Навратілова Біллі Джин Кінг 6–4, 6–4 | Франсуаз Дюрр Вірджинія Вейд | Бетті Стеве / Івонн Гулагонг-Коулі Керрі Мелвілл / Венді Тернбулл | Грір Стівенс / Мона Шалло Тріш Бостром / Маріта Редондо Розмарі Касалс / Джоанн Расселл Крістін Кеммер / Джанет Ньюберрі |
| 10 квітня | Family Circle Cup Гілтон-Гед-Айленд (Південна Кароліна), США Colgate Series (AAA) $125,000 – Ґрунт – 30S/16D Одиночний розряд – Парний розряд | Кріс Еверт 6–2, 6–0                          | Керрі Мелвілл                | Джоанн Расселл Трейсі Остін                                       | Мартіна Навратілова Джінн Дювалл Розмарі Касалс Renee Richards                                                           |
| 10 квітня | Family Circle Cup Гілтон-Гед-Айленд (Південна Кароліна), США Colgate Series (AAA) $125,000 – Ґрунт – 30S/16D Одиночний розряд – Парний розряд | Біллі Джин Кінг Мартіна Навратілова 6–3, 7–5 | Мона Геррант Грір Стівенс    | Джоанн Расселл Трейсі Остін                                       | Мартіна Навратілова Джінн Дювалл Розмарі Касалс Renee Richards                                                           |

### Травень
| Тиждень            | Турнір | Чемпіонки                                   | Фіналістки                            | Півфіналістки                   | Чвертьфіналістки                                                  |
| ------------------ | --- | ------------------------------------------- | ------------------------------------- | ------------------------------- | ----------------------------------------------------------------- |
| 15 травня          | German Open 1978 (теніс) Гамбург, West Німеччина Colgate Series (A) $35,000 – Ґрунт - 64S/16D Одиночний розряд – Парний розряд                        | Міма Яушовець 6–2, 6–3                      | Вірджинія Рузіч                       | Регіна Маршикова Сільвія Ганіка | Рената Томанова Вівіана Гонсалес Кеті Мей Лора Дюпонт             |
| 15 травня          | German Open 1978 (теніс) Гамбург, West Німеччина Colgate Series (A) $35,000 – Ґрунт - 64S/16D Одиночний розряд – Парний розряд                        | Міма Яушовець Вірджинія Рузіч 6–4, 5–7, 6–0 | Катя Еббінгаус Гельга Ніссен Мастгофф | Регіна Маршикова Сільвія Ганіка | Рената Томанова Вівіана Гонсалес Кеті Мей Лора Дюпонт             |
| 22 травня          | Internazionali d'Italia Rome, Італія Colgate Series (A) $35,000 – Ґрунт Одиночний розряд – Парний розряд                                              | Регіна Маршикова 7–5, 7–5                   | Вірджинія Рузіч                       | Джанет Ньюберрі Мішелл Тайлер   | Міма Яушовець Бетсі Нагелсен Катя Еббінгаус Рената Томанова       |
| 22 травня          | Internazionali d'Italia Rome, Італія Colgate Series (A) $35,000 – Ґрунт Одиночний розряд – Парний розряд                                              | Міма Яушовець Вірджинія Рузіч 6–2, 2–6, 7–6 | Флоренца Міхай Бетсі Нагелсен         | Джанет Ньюберрі Мішелл Тайлер   | Міма Яушовець Бетсі Нагелсен Катя Еббінгаус Рената Томанова       |
| 22 травня          | Surrey Grass Courts Guildford, Great Britain Турнір поза серіями Трава                                                                                | Івонн Гулагонг-Коулі 6–1, 6–1               | Winnie Wooldridge                     |                                 |                                                                   |
| 29 травня 5 червня | Відкритий чемпіонат Франції з тенісу Paris, Франція Grand Slam (AA) $337,000 - Ґрунт (Red) – 64S/64Q/32D/24X Одиночний розряд – Парний розряд – Мікст | Вірджинія Рузіч 6–2, 6–2                    | Міма Яушовець                         | Регіна Маршикова Бріжитт Сімон  | Кеті Мей Гельга Ніссен Мастгофф Mirka Bendlová Фйорелла Бонічеллі |
| 29 травня 5 червня | Відкритий чемпіонат Франції з тенісу Paris, Франція Grand Slam (AA) $337,000 - Ґрунт (Red) – 64S/64Q/32D/24X Одиночний розряд – Парний розряд – Мікст | Міма Яушовець Вірджинія Рузіч 5–7, 6–4, 8–6 | Леслі Тернер Боурі Гейл Шанфро        | Регіна Маршикова Бріжитт Сімон  | Кеті Мей Гельга Ніссен Мастгофф Mirka Bendlová Фйорелла Бонічеллі |
| 29 травня 5 червня | Відкритий чемпіонат Франції з тенісу Paris, Франція Grand Slam (AA) $337,000 - Ґрунт (Red) – 64S/64Q/32D/24X Одиночний розряд – Парний розряд – Мікст | Рената Томанова Павел Сложил 7–6 ret        | Вірджинія Рузіч Патріс Домінгес       | Регіна Маршикова Бріжитт Сімон  | Кеті Мей Гельга Ніссен Мастгофф Mirka Bendlová Фйорелла Бонічеллі |

### Червень
| Тиждень           | Турнір | Чемпіонки                                         | Фіналістки                          | Півфіналістки                       | Чвертьфіналістки                                           |
| ----------------- | --- | ------------------------------------------------- | ----------------------------------- | ----------------------------------- | ---------------------------------------------------------- |
| 5 червня          | Kent Championships Beckenham, Great Britain Турнір поза серіями Тверде Одиночний розряд – Парний розряд                            | Івонн Гулагонг-Коулі 6–4, 6–2                     | Лора Дюпонт                         |                                     |                                                            |
| 12 червня         | Keith Prowse International Чичестер, Велика Британія Colgate Series (A) $35,000 – Трава - 32S/16D Одиночний розряд – Парний розряд | Івонн Гулагонг-Коулі 6–4, 6–4                     | Пем Тігуарден                       | Джанет Ньюберрі Шерон Волш          | Барбара Поттер Даян Десфор Синтія Дорнер Трейсі Остін      |
| 12 червня         | Keith Prowse International Чичестер, Велика Британія Colgate Series (A) $35,000 – Трава - 32S/16D Одиночний розряд – Парний розряд | Джанет Ньюберрі Пем Шрайвер 3–6, 6–3, 6–4         | Мішелл Тайлер Івонн Вермак          | Джанет Ньюберрі Шерон Волш          | Барбара Поттер Даян Десфор Синтія Дорнер Трейсі Остін      |
| 19 червня         | Colgate International Істборн, Велика Британія Colgate Series (AA) $75,000 – Трава - 64S/32D Одиночний розряд – Парний розряд      | Мартіна Навратілова 6–4, 4–6, 9–7                 | Кріс Еверт                          | Венді Тернбулл Біллі Джин Кінг      | Енн Гоббс Вірджинія Вейд Бетті Стеве Мішелл Тайлер         |
| 19 червня         | Colgate International Істборн, Велика Британія Colgate Series (AA) $75,000 – Трава - 64S/32D Одиночний розряд – Парний розряд      | Кріс Еверт Бетті Стеве 6–4, 6–7, 7–5              | Біллі Джин Кінг Мартіна Навратілова | Венді Тернбулл Біллі Джин Кінг      | Енн Гоббс Вірджинія Вейд Бетті Стеве Мішелл Тайлер         |
| 26 червня 3 липня | Вімблдонський турнір London, Great Britain Grand Slam (AAAA) Трава – 96S/48D/64X Одиночний розряд – Парний розряд – Мікст          | Мартіна Навратілова 2–6, 6–4, 7–5                 | Кріс Еверт                          | Вірджинія Вейд Івонн Гулагонг-Коулі | Біллі Джин Кінг Міма Яушовець Вірджинія Рузіч Маріс Крюгер |
| 26 червня 3 липня | Вімблдонський турнір London, Great Britain Grand Slam (AAAA) Трава – 96S/48D/64X Одиночний розряд – Парний розряд – Мікст          | Керрі Мелвілл Венді Тернбулл 4–6, 9–8(12–10), 6–3 | Міма Яушовець Вірджинія Рузіч       | Вірджинія Вейд Івонн Гулагонг-Коулі | Біллі Джин Кінг Міма Яушовець Вірджинія Рузіч Маріс Крюгер |
| 26 червня 3 липня | Вімблдонський турнір London, Great Britain Grand Slam (AAAA) Трава – 96S/48D/64X Одиночний розряд – Парний розряд – Мікст          | Бетті Стеве Фрю Макміллан 6–2, 6-2                | Біллі Джин Кінг Рей Раффелз         | Вірджинія Вейд Івонн Гулагонг-Коулі | Біллі Джин Кінг Міма Яушовець Вірджинія Рузіч Маріс Крюгер |

### Липень
Турніри не відбувались.

### Серпень
| Тиждень             | Турнір | Чемпіонки                                    | Фіналістки                        | Півфіналістки                      | Чвертьфіналістки                                             |
| ------------------- | --- | -------------------------------------------- | --------------------------------- | ---------------------------------- | ------------------------------------------------------------ |
| 7 серпня            | US Clay Court Championships Індіанаполіс, США Colgate Series (A) $35,000 – Ґрунт - 48S/24D Одиночний розряд – Парний розряд               | Дана Гілберт 6–2, 6–3                        | Вівіана Гонсалес                  | Джанет Ньюберрі Джінн Еверт        | Кейт Летем Керолайн Столл Валері Зігенфусс Джінн Дювалл      |
| 7 серпня            | US Clay Court Championships Індіанаполіс, США Colgate Series (A) $35,000 – Ґрунт - 48S/24D Одиночний розряд – Парний розряд               | Гелена Анліот Гелле Спарре 6–1, 6–3          | Барбара Геллквіст Шейла Макінерні | Джанет Ньюберрі Джінн Еверт        | Кейт Летем Керолайн Столл Валері Зігенфусс Джінн Дювалл      |
| 14 серпня           | Rothmans Canadian Open Торонто, Ontario, Канада Colgate Series (A) $35,000 – Тверде Одиночний розряд – Парний розряд                      | Регіна Маршикова 7–5, 6–7(9–11), 6–2         | Вірджинія Рузіч                   | Даян Десфор Зенда Лісс             | Міма Яушовець Івонн Вермак Вівіана Гонсалес Леслі Гант       |
| 14 серпня           | Rothmans Canadian Open Торонто, Ontario, Канада Colgate Series (A) $35,000 – Тверде Одиночний розряд – Парний розряд                      | Регіна Маршикова Пем Тігуарден 5–7, 6–4, 6–2 | Кріс О'Ніл Пола Сміт              | Даян Десфор Зенда Лісс             | Міма Яушовець Івонн Вермак Вівіана Гонсалес Леслі Гант       |
| 21 серпня           | Bergen County Classic Мава (Нью-Джерсі), USA Colgate Series (AA) $75,000 – Тверде Одиночний розряд – Парний розряд                        | Вірджинія Вейд 1–6, 6–1, 6–4                 | Керрі Мелвілл                     | Регіна Маршикова Трейсі Остін      | Mareen Louie Harper Леслі Гант Бетсі Нагелсен Керолайн Столл |
| 21 серпня           | Bergen County Classic Мава (Нью-Джерсі), USA Colgate Series (AA) $75,000 – Тверде Одиночний розряд – Парний розряд                        | Ілана Клосс Маріс Крюгер 6–3, 6–1            | Барбара Поттер Пем Вайткросс      | Регіна Маршикова Трейсі Остін      | Mareen Louie Harper Леслі Гант Бетсі Нагелсен Керолайн Столл |
| 28 серпня 4 вересня | Відкритий чемпіонат США з тенісу Нью-Йорк, США Grand Slam (AAAA) $260,000 - Тверде – 96S/32D/32X Одиночний розряд – Парний розряд – Мікст | Кріс Еверт 7–5, 6–4                          | Пем Шрайвер                       | Мартіна Навратілова Венді Тернбулл | Вірджинія Рузіч Леслі Гант Кеті Мей Трейсі Остін             |
| 28 серпня 4 вересня | Відкритий чемпіонат США з тенісу Нью-Йорк, США Grand Slam (AAAA) $260,000 - Тверде – 96S/32D/32X Одиночний розряд – Парний розряд – Мікст | Біллі Джин Кінг Мартіна Навратілова 7–6, 6–4 | Керрі Мелвілл Венді Тернбулл      | Мартіна Навратілова Венді Тернбулл | Вірджинія Рузіч Леслі Гант Кеті Мей Трейсі Остін             |
| 28 серпня 4 вересня | Відкритий чемпіонат США з тенісу Нью-Йорк, США Grand Slam (AAAA) $260,000 - Тверде – 96S/32D/32X Одиночний розряд – Парний розряд – Мікст | Бетті Стеве Фрю Макміллан 6–2, 3–6, 6–3      | Біллі Джин Кінг Рей Раффелз       | Мартіна Навратілова Венді Тернбулл | Вірджинія Рузіч Леслі Гант Кеті Мей Трейсі Остін             |

### Вересень
| Тиждень    | Турнір | Чемпіонки                                  | Фіналістки                   | Півфіналістки                    | Чвертьфіналістки                                             |
| ---------- | --- | ------------------------------------------ | ---------------------------- | -------------------------------- | ------------------------------------------------------------ |
| 11 вересня | Toray Sillook Open Токіо, Японія Colgate Series (AAA) $75,000 – Килим (i) - 32S                                         | Вірджинія Вейд 6–4, 7–6(7–2)               | Бетті Стеве                  | Маріта Редондо Венді Тернбулл    | Джінн Дювалл Мішелл Тайлер Вірджинія Рузіч Керрі Меєр        |
| 11 вересня | WTA San Antonio Сан-Антоніо, USA Colgate Series (A) $35,000 – Тверде - 32S/16D Одиночний розряд – Парний розряд         | Стейсі Марголін 7–5, 6–1                   | Івонн Вермак                 | Лора Дюпонт Анна-Марія Фернандес | Ілана Клосс Барбара Геллквіст Патрісія Медрадо Синтія Дорнер |
| 11 вересня | WTA San Antonio Сан-Антоніо, USA Colgate Series (A) $35,000 – Тверде - 32S/16D Одиночний розряд – Парний розряд         | Ілана Клосс Маріс Крюгер 6–1, 6–4          | Лора Дюпонт Франсуаз Дюрр    | Лора Дюпонт Анна-Марія Фернандес | Ілана Клосс Барбара Геллквіст Патрісія Медрадо Синтія Дорнер |
| 18 вересня | Montreal Classic Монреаль, Quebec, Канада Colgate Series (A) $40,000 – Ґрунт - 32S/18D Одиночний розряд – Парний розряд | Керолайн Столл 6–3, 6–2                    | Франсуаз Дюрр                | Лора Дюпонт Івонн Вермак         | Дана Гілберт Глініс Коулс Даян Десфор Мішелл Тайлер          |
| 18 вересня | Montreal Classic Монреаль, Quebec, Канада Colgate Series (A) $40,000 – Ґрунт - 32S/18D Одиночний розряд – Парний розряд | Джулі Ентоні Біллі Джин Кінг 6–4, 6–4      | Ілана Клосс Маріс Крюгер     | Лора Дюпонт Івонн Вермак         | Дана Гілберт Глініс Коулс Даян Десфор Мішелл Тайлер          |
| 25 вересня | Wyler's Classic Атланта, США Colgate Series (AAA) $100,000 – Килим (i) Одиночний розряд – Парний розряд                 | Кріс Еверт 7–6(7–3), 0–6, 6–3              | Мартіна Навратілова          | Вірджинія Вейд Бетті Стеве       | Керрі Меєр Керрі Мелвілл Венді Тернбулл Зенда Лісс           |
| 25 вересня | Wyler's Classic Атланта, США Colgate Series (AAA) $100,000 – Килим (i) Одиночний розряд – Парний розряд                 | Франсуаз Дюрр Вірджинія Вейд 4–6, 6–2, 6–4 | Мартіна Навратілова Енн Сміт | Вірджинія Вейд Бетті Стеве       | Керрі Меєр Керрі Мелвілл Венді Тернбулл Зенда Лісс           |

### Жовтень
| Тиждень   | Турнір | Чемпіонки                                    | Фіналістки                    | Півфіналістки                   | Чвертьфіналістки                                         |
| --------- | --- | -------------------------------------------- | ----------------------------- | ------------------------------- | -------------------------------------------------------- |
| 2 жовтня  | Thunderbird Classic Фінікс, США Colgate Series (AA) $75,000 – Тверде - 32S/16S Одиночний розряд – Парний розряд           | Мартіна Навратілова 6–4, 6–2                 | Трейсі Остін                  | Керрі Мелвілл Вірджинія Вейд    | Енн Сміт Анна-Марія Фернандес Енн Кійомура Джінн Дювалл  |
| 2 жовтня  | Thunderbird Classic Фінікс, США Colgate Series (AA) $75,000 – Тверде - 32S/16S Одиночний розряд – Парний розряд           | Трейсі Остін Бетті Стеве 6–4, 6–7, 6–2       | Мартіна Навратілова Енн Сміт  | Керрі Мелвілл Вірджинія Вейд    | Енн Сміт Анна-Марія Фернандес Енн Кійомура Джінн Дювалл  |
| 9 жовтня  | US Indoor Championships Міннеаполіс, USA Colgate Series (AAAA) $100,000 – Килим (i) Одиночний розряд – Парний розряд      | Кріс Еверт 6–7, 6–2, 6–4                     | Вірджинія Вейд                | Керрі Мелвілл Венді Тернбулл    | Барбара Поттер Бетті Стеве Трейсі Остін Вірджинія Рузіч  |
| 9 жовтня  | US Indoor Championships Міннеаполіс, USA Colgate Series (AAAA) $100,000 – Килим (i) Одиночний розряд – Парний розряд      | Керрі Мелвілл Венді Тернбулл 6–3, 6–3        | Леслі Гант Ілана Клосс        | Керрі Мелвілл Венді Тернбулл    | Барбара Поттер Бетті Стеве Трейсі Остін Вірджинія Рузіч  |
| 16 жовтня | BMW Challenge Брайтон, Велика Британія Colgate Series (AA) $75,000 – Килим (i) Одиночний розряд – Парний розряд           | Вірджинія Рузіч 5–7, 6–2, 7–5                | Бетті Стеве                   | Кріс Еверт Керрі Мелвілл        | Сільвія Ганіка Міма Яушовець Ніна Бом Вірджинія Вейд     |
| 16 жовтня | BMW Challenge Брайтон, Велика Британія Colgate Series (AA) $75,000 – Килим (i) Одиночний розряд – Парний розряд           | Бетті Стеве Вірджинія Вейд 6–0, 7–6          | Ілана Клосс Джоанн Расселл    | Кріс Еверт Керрі Мелвілл        | Сільвія Ганіка Міма Яушовець Ніна Бом Вірджинія Вейд     |
| 23 жовтня | Porsche Tennis Grand Prix Фільдерштадт, Німеччина Colgate Series (A) $35,000 – Килим (i) Одиночний розряд – Парний розряд | Трейсі Остін 6–3, 6–3                        | Бетті Стеве                   | Міма Яушовець Вірджинія Рузіч   | Сабіна Сіммондс Леслі Гант Ніна Бом Гайді Айстерленер    |
| 23 жовтня | Porsche Tennis Grand Prix Фільдерштадт, Німеччина Colgate Series (A) $35,000 – Килим (i) Одиночний розряд – Парний розряд | Трейсі Остін Бетті Стеве 6–3, 6–2            | Міма Яушовець Вірджинія Рузіч | Міма Яушовець Вірджинія Рузіч   | Сабіна Сіммондс Леслі Гант Ніна Бом Гайді Айстерленер    |
| 30 жовтня | Rio de la Plata Championships Буенос-Айрес, Аргентина Colgate Series (A) $35,000 – Ґрунт Одиночний розряд – Парний розряд | Керолайн Столл 6–3, 6–1                      | Емілсе Лонго                  | Регіна Маршикова Іванна Мадруга | Синтія Дорнер Франсуаз Дюрр Еллі Вессіс Ліліана Х'юссані |
| 30 жовтня | Rio de la Plata Championships Буенос-Айрес, Аргентина Colgate Series (A) $35,000 – Ґрунт Одиночний розряд – Парний розряд | Франсуаз Дюрр Валері Зігенфусс 1–6, 6–4, 6–3 | Лора Дюпонт Регіна Маршикова  | Регіна Маршикова Іванна Мадруга | Синтія Дорнер Франсуаз Дюрр Еллі Вессіс Ліліана Х'юссані |
| 30 жовтня | Wightman Cup Лондон, Велика Британія Тверде (i) Team event                                                                | 4–3                                          | США                           |                                 |                                                          |

### Листопад
| Тиждень      | Турнір | Чемпіонки                                     | Фіналістки                   | Півфіналістки                     | Чвертьфіналістки                                                      |
| ------------ | --- | --------------------------------------------- | ---------------------------- | --------------------------------- | --------------------------------------------------------------------- |
| 6 листопада  | Florida Federal Open Олдсмар (Флорида), USA Colgate Series (AA) $75,000 – Тверде Одиночний розряд – Парний розряд              | Вірджинія Вейд 6–4, 7–6(7–1)                  | Анна-Марія Фернандес         | Регіна Маршикова Венді Тернбулл   | Мартіна Навратілова Керрі Мелвілл Рене Блаунт Енн Вайт                |
| 6 листопада  | Florida Federal Open Олдсмар (Флорида), USA Colgate Series (AA) $75,000 – Тверде Одиночний розряд – Парний розряд              | Мартіна Навратілова Енн Сміт 7–6(7–4), 6–3    | Керрі Мелвілл Венді Тернбулл | Регіна Маршикова Венді Тернбулл   | Мартіна Навратілова Керрі Мелвілл Рене Блаунт Енн Вайт                |
| 13 листопада | Colgate Series Championships Палм-Спрінгз, USA Colgate Series championships $250,000 – Тверде Одиночний розряд – Парний розряд | Кріс Еверт 6–3, 6–3                           | Мартіна Навратілова          | Вірджинія Вейд Вірджинія Рузіч    | Раунд Robin Регіна Маршикова Керрі Мелвілл Венді Тернбулл Бетті Стеве |
| 13 листопада | Colgate Series Championships Палм-Спрінгз, USA Colgate Series championships $250,000 – Тверде Одиночний розряд – Парний розряд | Біллі Джин Кінг Мартіна Навратілова 6–3, 6–4  | Керрі Мелвілл Венді Тернбулл | Вірджинія Вейд Вірджинія Рузіч    | Раунд Robin Регіна Маршикова Керрі Мелвілл Венді Тернбулл Бетті Стеве |
| 20 листопада | Gunze Invitational Tokyo, Японія Турнір поза серіями Тверде (i)                                                                | Трейсі Остін 6–1, 6–1                         | Мартіна Навратілова          |                                   |                                                                       |
| 20 листопада | Gunze Invitational Tokyo, Японія Турнір поза серіями Тверде (i)                                                                | Мартіна Навратілова Бетті Стеве 4–6, 7–6, 6–3 | Трейсі Остін Кеті Мей        |                                   |                                                                       |
| 27 листопада | Federation Cup Melbourne, Австралія Трава – 32 teams knockout                                                                  | Сполучені Штати Америки · 2–1                 | Австралія                    | Велика Британія · Радянський Союз | Франція · Чехословаччина · Румунія · Нідерланди                       |

### Грудень
| Тиждень   | Турнір                                                                 | Чемпіонки           | Фіналістки          | Півфіналістки                       | Чвертьфіналістки |
| --------- | ---------------------------------------------------------------------- | ------------------- | ------------------- | ----------------------------------- | ---------------- |
| 11 грудня | Emeron Cup Tokyo, Японія Турнір поза серіями $200,000 – Килим (i) – 4S | Кріс Еверт 7–5, 6–2 | Мартіна Навратілова | Вірджинія Вейд Івонн Гулагонг-Коулі |                  |

## Підсумки туру

### Рейтинг на кінець року
Нижче наведено двадцять перших на кінець року (10 грудня 1978) гравчинь у рейтингу WTA в одиночному розряді.
| Одиночний розряд | Одиночний розряд           | Одиночний розряд | Одиночний розряд | Одиночний розряд | Одиночний розряд | Одиночний розряд |
| ---------------- | -------------------------- | ---------------- | ---------------- | ---------------- | ---------------- | ---------------- |
| Ранг             | Тенісистка                 | Турніри          | Матчі            | Пункти           | 1977             | Зміна            |
| 1                | Мартіна Навратілова (USA)  | 18               | 87               | 15.660           | 3                | ▲ 2              |
| 2                | Кріс Еверт (USA)           | 10               | 56               | 15.192           | 1                | ▼ 1              |
| 3                | Івонн Гулагонг-Коулі (AUS) | 11               | 48               | 11.688           | NR               | NR               |
| 4                | Вірджинія Вейд (GBR)       | 22               | 92               | 9.879            | 4                | ▬                |
| 5                | Біллі Джин Кінг (USA)      | 10               | 35               | 9.183            | 2                | ▼ 3              |
| 6                | Трейсі Остін (USA)         | 14               | 64               | 8.531            | 12               | ▲ 6              |
| 7                | Венді Тернбулл (AUS)       | 22               | 79               | 8.171            | 9                | ▲ 2              |
| 8                | Бетті Стеве (NED)          | 21               | 72               | 7.336            | 7                | ▼ 1              |
| 9                | Керрі Мелвілл (AUS)        | 21               | 79               | 7.111            | 10               | ▲ 1              |
| 10               | Діанне Фромгольтц (AUS)    | 14               | 39               | 7.032            | 8                | ▼ 2              |
| 11               | Розмарі Касалс (USA)       | 14               | 38               | 6.295            | 6                | ▼ 5              |
| 12               | Вірджинія Рузіч (ROU)      | 28               | 90               | 6.095            | 16               | ▲ 4              |
| 13               | Пем Шрайвер (USA)          | 12               | 45               | 5.967            | —                | —                |
| 14               | Регіна Маршикова (TCH)     | 32               | 91               | 5.559            | 20               | ▲ 6              |
| 15               | Кеті Мей (USA)             | 16               | 38               | 4.706            | 21               | ▲ 6              |
| 16               | Маріта Редондо (USA)       | 17               | 46               | 4.649            | —                | —                |
| 17               | Грір Стівенс (RSA)         | 7                | 15               | 4.628            | 13               | ▼ 4              |
| 18               | Маріс Крюгер (RSA)         | 17               | 31               | 4.559            | 25               | ▲ 7              |
| 19               | Міма Яушовець (YUG)        | 20               | 48               | 4.527            | 11               | ▼ 8              |
| 20               | Енн Сміт (USA)             | 8                | 28               | 4.161            | —                | —                |

### Лідери за призовими
| Ранг | Гравець                    | Призові  |
| 1    | Кріс Еверт (USA)           | $454,486 |
| 2    | Мартіна Навратілова (USA)  | $450,757 |
| 3    | Вірджинія Вейд (GBR)       | $300,027 |
| 4    | Керрі Мелвілл (AUS)        | $208,766 |
| 5    | Венді Тернбулл (AUS)       | $189,583 |
| 6    | Івонн Гулагонг-Коулі (AUS) | $180,844 |
| 7    | Бетті Стеве (NED)          | $177,243 |
| 8    | Вірджинія Рузіч (ROU)      | $151,379 |
| 9    | Біллі Джин Кінг (USA)      | $149,492 |
| 10   | Регіна Маршикова (TCH)     | $88,840  |